# Női trap a 2008. évi nyári olimpiai játékokon
A 2008. évi nyári olimpiai játékokon a sportlövészet női trap versenyszámának selejtezőjét és döntőjét augusztus 11-én rendezték a Pekingi Lövészpályán.
A mozgó célpontra tüzelő traplövészek dupla csövű puskákkal (sörétes puskákkal) igyekeztek leszedni a korongokat, egymás mellőli lőállásokból. A korongok is különböző röppályán érkeztek jobbról, balról, majd egyenes irányból. Ezeket a lövő kommandírozására indították – azaz nem a bíró vezényelt –, a találatot akkor kellett megítélni, ha szemmel láthatóan legalább egy darab leesett a korongból. Női traplövők a puskával 3 × 25 lövést adtak le a selejtezőben, és a selejtező első 6 helyezettje magával vitte a selejtezőben elért összpontszámát a döntőbe. A döntőben a versenyzők még 25 lövést adtak le, ehhez adódott a selejtezőből hozott összpontszám, és ebből alakult ki a végeredmény.

## Rekordok
A versenyt megelőzően a következő rekordok voltak érvényben:
Selejtező
| Világrekord     | Victoria Chuyko (UKR)      | 74 pont | Nicosia, Ciprus    | 1998. június 13.     |
| Világrekord     | Chen Li (CHN)              | 74 pont | Qingyuan, Kína     | 2006. április 4.     |
| Világrekord     | Zuzana Štefečeková (SVK)   | 74 pont | Qingyuan, Kína     | 2006. április 4.     |
| Világrekord     | Giulia Iannotti (ITA)      | 74 pont | Maribor, Szlovénia | 2007. június 28.     |
| Olimpiai rekord | Daina Gudzinevičiūtė (LTU) | 71 pont | Sydney, Ausztrália | 2000. szeptember 18. |

Döntő
| Világrekord | Zuzana Štefečeková (SVK) | 96 pont (74+22) | Qingyuan, Kína | 2006. április 4. |

A versenyen új olimpiai rekord született:
Döntő
| Satu Mäkelä-Nummela (FIN) | 91 pont (70+21) | Peking, Kína | 2008. augusztus 11. |

Megjegyzés
- Olimpiai döntőbeli rekord a verseny előtt nem volt érvényben az ISSF 2005. január 1-i szabálymódosítása miatt.

## Eredmények
- Q: továbbjutás helyezés alapján
- OR: olimpiai rekord

### Selejtező
A selejtező első hat helyezettje jutott a döntőbe.
| H   | Név                  | Nemzet                        | 1  | 2  | 3  | E  | Mj |
| --- | -------------------- | ----------------------------- | -- | -- | -- | -- | -- |
| 1.  | Zuzana Štefečeková   | Szlovákia (SVK)               | 24 | 21 | 25 | 70 | Q  |
| 2.  | Satu Mäkelä-Nummela  | Finnország (FIN)              | 24 | 23 | 23 | 70 | Q  |
| 3.  | Jelena Sztrucsajeva  | Kazahsztán (KAZ)              | 21 | 24 | 24 | 69 | Q  |
| 4.  | Corey Cogdell        | Egyesült Államok (USA)        | 23 | 23 | 23 | 69 | Q  |
| 5.  | Daina Gudzinevičiūtė | Litvánia (LTU)                | 23 | 24 | 22 | 69 | Q  |
| 6.  | Nakajama Jukie       | Japán (JPN)                   | 22 | 23 | 22 | 67 | Q  |
| 7.  | Deborah Gelisio      | Olaszország (ITA)             | 20 | 23 | 23 | 66 |    |
| 8.  | Susanne Kiermayer    | Németország (GER)             | 22 | 21 | 22 | 65 |    |
| 9.  | Irina Laricseva      | Oroszország (RUS)             | 20 | 22 | 22 | 64 |    |
| 10. | Nadine Stanton       | Új-Zéland (NZL)               | 19 | 22 | 22 | 63 |    |
| 11. | Sue Nattrass         | Kanada (CAN)                  | 22 | 23 | 18 | 63 |    |
| 12. | Liu Jing-ce          | Kína (CHN)                    | 23 | 22 | 18 | 63 |    |
| 13. | Delphine Racinet     | Franciaország (FRA)           | 18 | 20 | 24 | 62 |    |
| 14. | Stacy Roiall         | Ausztrália (AUS)              | 22 | 17 | 23 | 62 |    |
| 15. | Daniela Del Din      | San Marino (SMR)              | 20 | 21 | 21 | 62 |    |
| 16. | Charlotte Kerwood    | Nagy-Britannia (GBR)          | 18 | 23 | 17 | 58 |    |
| 17. | Diane Swanton        | Dél-afrikai Köztársaság (RSA) | 18 | 21 | 18 | 57 |    |
| 18. | Pak Jonghi           | Észak-Korea (PRK)             | 15 | 19 | 22 | 56 |    |
| 19. | I Bona               | Dél-Korea (KOR)               | 21 | 15 | 19 | 55 |    |
| 20. | Gaby Ahrens          | Namíbia (NAM)                 | 18 | 14 | 20 | 52 |    |

### Döntő
| H     | Név                  | Nemzet                 | 1  | Eredmény | Sz | Sz | Sz | Végeredmény | Mj |
| H     | Név                  | Nemzet                 | 1  | Eredmény | B  | 4  | 5  | Végeredmény | Mj |
| ----- | -------------------- | ---------------------- | -- | -------- | -- | -- | -- | ----------- | -- |
| Arany | Satu Mäkelä-Nummela  | Finnország (FIN)       | 21 | 70+21    | -  | -  | -  | 91          | OR |
| Ezüst | Zuzana Štefečeková   | Szlovákia (SVK)        | 19 | 70+19    | -  | -  | -  | 89          |    |
| Bronz | Corey Cogdell        | Egyesült Államok (USA) | 17 | 69+17    | +1 | -  | -  | 86          |    |
| 4.    | Nakajama Jukie       | Japán (JPN)            | 19 | 67+19    | +0 | +1 | -  | 86          |    |
| 5.    | Daina Gudzinevičiūtė | Litvánia (LTU)         | 17 | 69+17    | +0 | +0 | +2 | 86          |    |
| 6.    | Jelena Sztrucsajeva  | Kazahsztán (KAZ)       | 17 | 69+17    | +0 | +0 | +1 | 86          |    |